# احمد نبیل
احمد نبیل (انگلیسی: Ahmed Nabeel؛ زادهٔ ۲۵ اوت ۱۹۹۵) بازیکن فوتبال اهل بحرین است.
وی همچنین در تیم ملی فوتبال بحرین بازی کرده‌است.